# Подольський (Іглінський район)
Подо́льський (рос. Подольский, башк. Подольский) — присілок у складі Іглінського району Башкортостану, Росія. Входить до складу Майської сільської ради.
Населення — 23 особи (2010; 30 в 2002).
Національний склад:
- українці — 50 %
- росіяни — 27 %